# Cyanallagma bonariense
Cyanallagma bonariense – gatunek ważki z rodziny łątkowatych (Coenagrionidae). Występuje na terenie Ameryki Południowej.